# Santi Vito, Modesto e Crescenzia (titre cardinalice)
La diaconie cardinalice de Santi Vito, Modesto e Crescenzia fut à l'origine érigée au XIe siècle et initialement dénommée San Vito in Macello Martyrum puis au Moyen Âge Santi Vito e Modesto in Macello Martyrum. Elle prend son titre actuel en 1534. Elle est rattachée à l'église Santi Vito e Modesto qui se trouve dans le rione de l'Esquilin à l'est de Rome.

## Titulaires
| - Leone dei Conti di Marsi, O.S.B. (1088-1101) - Leone (ou Leonas), O.S.B. (1115-1116) - Amico iuniore, O.S.B. (1116-1120) - Gregorio (1120- circa 1130) - Lucio Boezio, O.S.B. Vall. (1130? ou 1134?-1138) - Gregorio (1152-1159?), déposé - Rinaldo Brancaccio (1385-1427) - Giacopo Antonio Venier (ou Venieri) (1473-1476) - Vacant (1476-1480) - Giovanni Battista Savelli (1480- circa 1483) - Ascanio Maria Sforza de' Visconti (1484-1505) - Carlo Domenico del Carretto (1505-1507) - Vacant (1507-1517) - Niccolò Ridolfi (1517-1534) - Guidascanio Sforza (1534-1540) - Reginald Pole (1540) - Vacant (1540-1545) - Niccolò Gaddi (1545-1550) - Vacant(1550-1555) - Carlo Caraffa (1555-1560) - Carlo Borromeo (1560) - Vacant (1560-1565) - Carlo Visconti (1565) - Guido Luca Ferrero (1566-1585) - Ascanio Colonna (1587-1588) - Vacant (1588-1599) - Bonviso Bonvisi (1599) - Vacant (1599-1626) - Lelio Biscia (1626-1633) - Benedetto Ubaldi (1634-1644) | - Federico Sforza (1645-1656) - Vacant (1656-1660) - Francesco Maria Mancini (1660-1670) - Giovanni Delfino, titre pro illa vice (1670-1699) - Vacant (1699-1715) - Fabio Olivieri (1715-1738) - Carlo Maria Marini (1738-1739) - Vacant (1739-1744) - Domenico Orsini d'Aragona (1744-1753) - Giuseppe Livizzani Mulazzini (1753-1754) - Luigi Maria Torregiani (1754-1765) - Andrea Negroni (1765-1779) - Vacant (1779-1843) - Giovanni Serafini (1843-1846) - Vacant (1846-1853) - Vincenzo Santucci (1853-1854) - Gaspare Grasselini, C.O. (1856-1867) - Edoardo Borromeo (1868-1878) - Vacant (1878-1885) - Carlo Cristofori (1885-1891) - Vacant (1891-1901) - Francesco di Paola Cassetta, in commendam (1901-1919) - Vacant (1919-1936) - Eugène Tisserant (1936-1937), titre pro illa vice (1937-1939) - Vacant (1939-1958) - José María Bueno y Monreal, titre pro illa vice (1958-1987) - Vacant (1987-2007) - Umberto Betti (2007-2009) - Vacant - Giuseppe Bertello (2012-) |